# NGC 5723
NGC 5723 (również PGC 52354) – galaktyka soczewkowata (E-S0), znajdująca się w gwiazdozbiorze Wolarza. Odkrył ją 16 kwietnia 1855 roku R.J. Mitchell – asystent Williama Parsonsa.